# NGC 4030
NGC 4030は、おとめ座の方角にあるグランドデザイン渦巻銀河である。地球から約6,400万光年の距離にあり、おとめ座β星の南東約4.75°に位置する。見かけの実視等級は10.6、見かけの大きさは3分であり、小さな望遠鏡でも観察可能である。地球からの視線に対して47.1°の角度で傾斜し、毎秒1,465キロメートルの速度で遠ざかっている。
ド・ボークルールによるNGC 4030の形態分類はSA(s)bcである。これは、棒状構造を持たず(SA)、環状構造を持たず(s)、小程度から中程度に破壊された渦状腕を持っている(bc)ことを示している。銀河の内部は複数の渦状腕を持つ複雑な構造をしており、対称な形状となっている。二重腕は中心核から角度49秒である。中心のバルジは比較的若く、推定年齢は20億年程度である。銀河核は活動していない。
2007年、チリのラスカンパナス天文台にある口径1メートルのスウォープ望遠鏡が2月19日に撮影した画像にて、銀河内に超新星が発見された。この超新星はSN 2007aaと指定された。分類はIIP型であり、銀河核から北68″.5、東60″.8の位置であった。超新星爆発の前は太陽質量の8.5倍から16.5倍の赤色巨星であった。

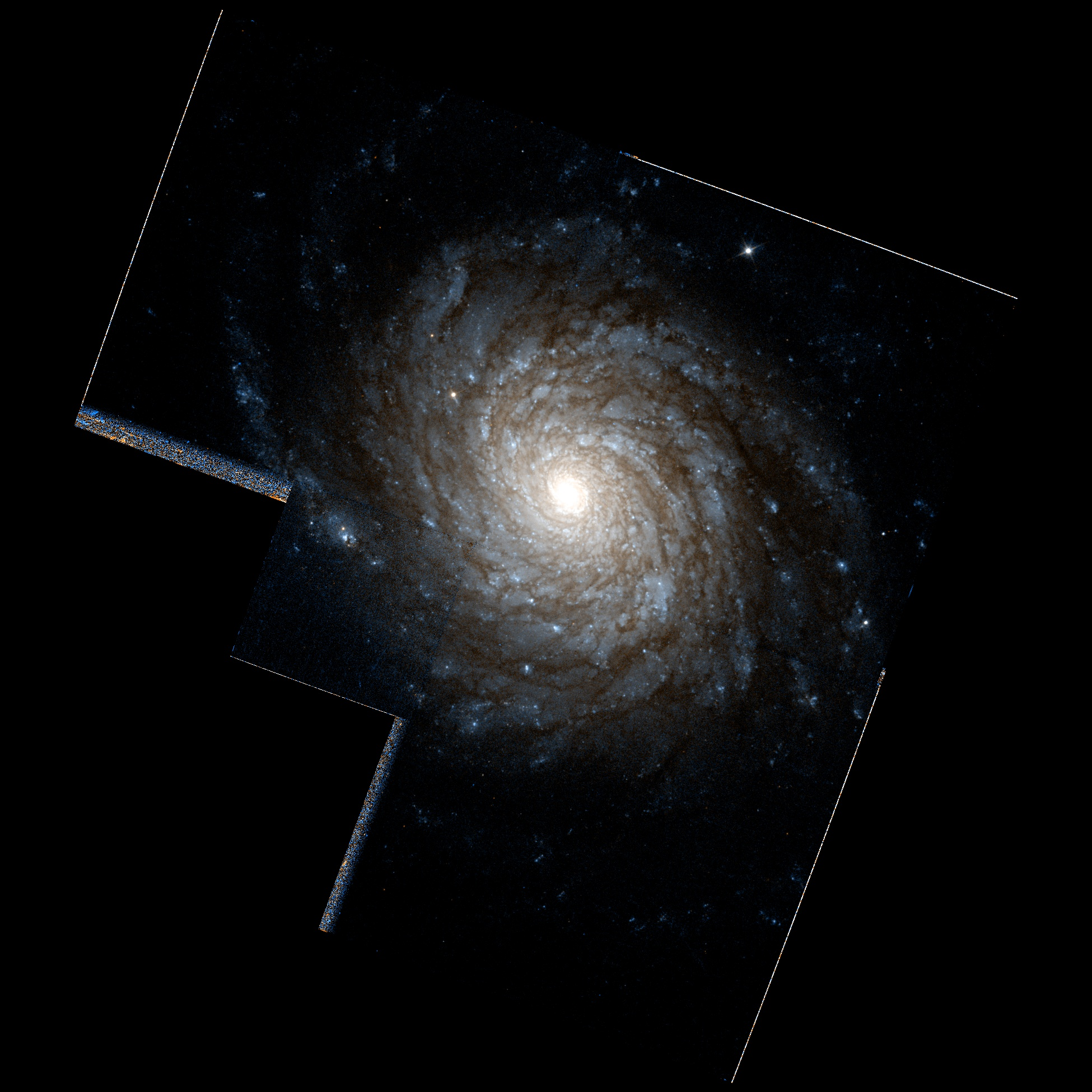
ハッブル宇宙望遠鏡によるNGC 4030の画像